# کنی کمپبل
کنی کمپبل (انگلیسی: Kenny Campbell; ۶ سپتامبر ۱۸۹۲ – ۲۸ آوریل ۱۹۷۱) هنرپیشه و بازیکن فوتبال اهل اسکاتلند بود.
از فیلم‌ها یا برنامه‌های تلویزیونی که وی در آن نقش داشته‌است می‌توان به عروس اشاره کرد.

## باشگاهی
از باشگاه‌هایی که در آن بازی کرده‌است می‌توان به باشگاه فوتبال لستر سیتی، باشگاه فوتبال استوک سیتی، باشگاه فوتبال لیورپول اشاره کرد.

## تیم ملی
وی همچنین در تیم ملی فوتبال اسکاتلند بازی کرده است.